# Distrikt San Isidro de Maino
Der Distrikt San Isidro de Maino ist einer von 21 Distrikten in der Provinz Chachapoyas in der Region Amazonas in Nord-Peru. Er hat eine Fläche von 108 km². Beim Zensus 2017 wurden 613 Einwohner gezählt. Im Jahr 1993 betrug die Einwohnerzahl 762, im Jahr 2007 686. Verwaltungssitz ist die 2335 m hoch gelegene Ortschaft Mayno (oder Maino) mit 452 Einwohnern (Stand 2017). Mayno befindet sich knapp 12 km südlich der Provinz- und Regionshauptstadt Chachapoyas. Das Dorffest von Mayno findet vom 7. Juni bis zum 30. August statt.

## Geographische Lage
Der Distrikt San Isidro de Maino befindet sich zentral in der Provinz Chachapoyas in einem Tal, welches langsam in Richtung des Flusses Río Utcubamba abflacht.
Der Distrikt San Isidro de Maino grenzt im Süden an den Distrikt Magdalena, im Westen und im Norden an den Distrikt Levanto, im Nordosten an den Distrikt Soloco sowie im Südosten an den Distrikt Cochamal (Provinz Rodríguez de Mendoza).